# 橡樹資本管理
橡樹資本管理（Oaktree Capital Management）是一家美国全球资产管理公司，公司从事於另类投资，它是全球最大的不良证券投资者，也是全球最大的信贷投资者之一。 该公司成立於1995年，2012年4月12日在紐約證券交易所上市。
2024年5月，由于苏宁集团违约未能偿还对橡树资本的欠债。橡树资本宣布接管苏宁所持所有的国际米兰足球俱乐部的股份，成为俱乐部实际持有人。